# Route A7 (Lettonie)
Pour les articles homonymes, voir A7 et Route A7.
La route A7 (Autoceļš A7) est une  route nationale de Lettonie reliant Riga à la frontière lituanienne, près de Bauska. Elle mesure 85,6 km. Elle fait partie de la route européenne 67.

## Tracé
- Riga
- Ķekava
- Iecava
- Code (lv)
- Bauska